# Greatest Hits (album des Rembrandts)
Pour les articles homonymes, voir Greatest Hits.
 (octobre 2024).
Si vous disposez d'ouvrages ou d'articles de référence ou si vous connaissez des sites web de qualité traitant du thème abordé ici, merci de compléter l'article en donnant les références utiles à sa vérifiabilité et en les liant à la section « Notes et références ».
Greatest Hits est une compilation du groupe rock Rembrandts, célèbre pour leur chanson, I'll Be There for You, qui a servi de musique pour le générique de la série américaine Friends. L'album est composé des 20 meilleures chansons du groupe.

## Liste des titres
Les vingt pistes de cet album sont :
1. Hold On To Something - Great Buildings (3:45)
2. Maybe It's You - Great Buildings (5:11)
3. Just The Way It Is, Baby (4:04)
4. Someone (3:49)
5. Save Me (4:44)
6. New King (2:41)
7. If Not For Misery (3:23)
8. Follow You Down (4:02)
9. Johnny Have You Seen Her ? (4:12)
10. Rollin' Down The Hill (4:26)
11. I'll Be There for You (3:08)
12. Don't Hide Your Love (4:18)
13. April 29 (4:32)
14. End Of The Beginning (4:27)
15. This House Is Not A Home (3:15)
16. Shakespeare's Tragedy (3:48)
17. Long Walk Back (3:41)
18. Summertime (4:18)
19. Too Late (3:37)
20. Lost Together (3:15)